# Giuseppe Lanzone
Giuseppe Lanzone (Callao, Perú, 12 de octubre de 1982) es un deportista estadounidense que compitió en remo.
Ganó una medalla de bronce en el Campeonato Mundial de Remo de 2006, en la prueba de ocho con timonel. Participó en dos Juegos Olímpicos de Verano, en los años 2008 y 2012, ocupando el cuarto lugar en Londres 2012, en la misma prueba.

## Palmarés internacional
| Campeonato Mundial | Campeonato Mundial | Campeonato Mundial | Campeonato Mundial |
| Año                | Lugar              | Medalla            | Prueba             |
| ------------------ | ------------------ | ------------------ | ------------------ |
| 2006               | Eton (Reino Unido) | Medalla de bronce  | Ocho con timonel   |